# Дрецо
Дрецо (итал. Drezzo) је насеље у Италији у округу Комо, региону Ломбардија.
Према процени из 2011. у насељу је живело 960 становника. Насеље се налази на надморској висини од 372 м.

## Становништво
| 1936. | 1951. | 1961. | 1971. | 1981. | 1991. | 2001. | 2011. |
| ----- | ----- | ----- | ----- | ----- | ----- | ----- | ----- |
| 719   | 752   | 772   | 816   | 949   | 962   | 1.003 | 1.231 |